# 刑事共助条約
刑事共助条約(けいじきょうじょじょうやく 英語:mutual legal assistance treaty 英略:MLAT）は、 公的または刑事法を執行するために情報を収集・交換する目的で、2か国以上の国家間で合意された条約。
近代国家は、刑事捜査や訴追の証拠を要求し入手する仕組みを開発している。証書やその他の形式の法的援助（証人陳述書や書類の送付など）が外国主権国から必要とされる場合、各州はそれぞれの警察機関を通じて非公式に協力しようとするか、代替的には、「相互法的援助」の要求と一般的に呼ばれるものに頼っている。証人尋問要求書の国際礼譲を基盤とする手紙のシステムから発展した刑事共助の実践は、各州内の指定された中央当局に相互の法的援助要請を直接行うことがはるかに一般的である。現代慣行では、依然として相互主義に基づいて依頼を行うことができるが、国が援助を提供することを義務づけている二国間および多国間の条約に基づいて行うこともできる。
刑事共助は、人、場所および物の調査および特定、保管移送、犯罪行為の手段の不動の支援を提供する形で行われる場合がある後者に関しては、米国とカリブ海諸国の間のMLATsは米国の脱税をカバーしていないため、通常はオフショア "タックス・ヘイブン"として働くカリブ諸国に適用すると効果がない。

共助は、政治的または安全上の理由から、または問題の犯罪が両方の国で同等に処罰されない場合は、いずれかの国によって（合意の詳細に従って）拒否されることがある。いくつかの条約は、他の国の国民に対する刑事共助を奨励するかもしれない。
多くの国々は、条約がなくても、両国の法執行機関間の共同捜査、緊急開示要請、手紙拒否などを通じて、正当な省庁を通じて広範な相互法的援助を他の国に提供することができる。しかし、国内の法律は実際に効果的な法執行協力と相互法的支援に障害を生むことがある。